# Raymond de Rienzi
Pour les articles homonymes, voir Rienzi_(homonymie).
Raymond de Rienzi, né le 24 septembre 1890 à Paris et mort le 5 janvier 1971, était un écrivain français.
Il publia son premier roman (Les Demoiselles Pigeonneau) en 1908, encore lycéen à Auxerre. Il devint par la suite, en 1915, avocat à la cour d'appel de Paris. On se souvient de lui surtout pour son roman Les Formiciens, que certains considèrent comme un chef-d'œuvre, préfigurant Bernard Werber. Ce roman créa une polémique à sa sortie en 1932 : un des jurés du prix Goncourt, J.-H. Rosny aîné, fut accusé d'avoir changé au dernier moment son vote en faveur des Formiciens, au détriment de Voyage au bout de la nuit. Aucun des deux n'obtint finalement le prix.

## Œuvres
- Les Demoiselles Pigeonneau (1908)
- L'Avion qui partit d'Amérique (1928)
- L’Aventure sur la route, roman d’une faible femme et de sa petite auto (1925)
- Le Gamin passionné (1928)
- Je cherche une automobile d'occasion. Comment la choisir ? Comment l'acheter ? Où la trouver ? Combien la payer ? Les maquillages. Les voitures volées. Les essais. La garantie. Recours contre le vendeur. Formalités après l'achat. Les assurances devant la justice. Quelle conduite tenir si l'on cause un accident ? (1929)
- Tremblante et nue, roman criminel (1931)
- Les Formiciens (1932)
- La Femme captive, roman d’une jeune détenue (1935)